# ولید (شهر)
ولید شهری در استان انبار عراق در نزدیکی مرز سوریه است.  این شهر مهمترین ناحیه مرزی را در مسیر میان دمشق و بغداد شامل میشود. پایگاه هوایی اچ۳ نیز در این شهر قرار دارد که در طی عملیات اچ۳ توسط حملۀ نیروی هوایی ارتش جمهوری اسلامی ایران خسارت فراوانی دید. در می ۲۰۱۵، داعش با تصرف این شهر، کنترل کامل مرز مشترک میان عراق و سوریه را در دست گرفت.